# Гистограмма (фотография)

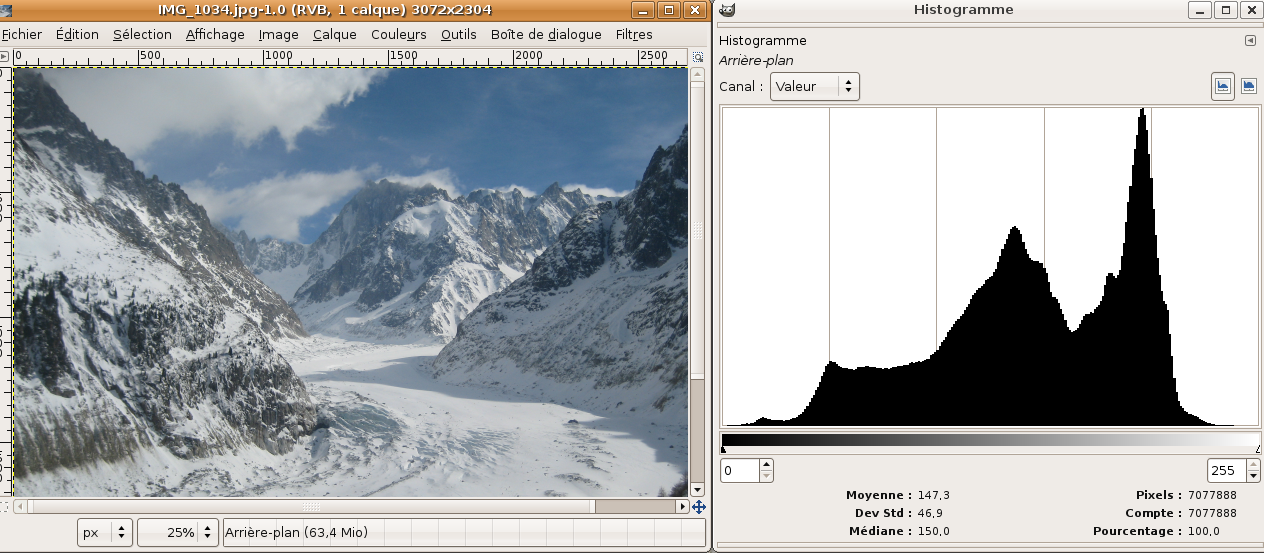
Изображение и гистограмма в программе GIMP.

Гистогра́мма (в фотографии) — это график статистического распределения элементов цифрового изображения с различной яркостью, в котором по горизонтальной оси представлена яркость, а по вертикали — относительное число пикселей с конкретным значением яркости.
Изучив гистограмму, можно получить общее представление о правильности экспозиции, контрасте и цветовом насыщении снимка, оценить требуемую коррекцию как при съёмке (изменение экспозиции, цветового баланса, освещения либо композиции снимка), так и при последующей обработке.
Обычно на экране цифрового фотоаппарата показывается лишь гистограмма светлоты (исключения составляют дорогостоящие зеркальные камеры), а гистограмма для всех цветовых каналов (см. Цветоделение) доступна уже на компьютере, в приложениях для обработки растровой графики.

## Основные сведения
Гистогра́мма изображе́ния (иногда: график уровней или просто уровни) — гистограмма уровней насыщенности изображения (суммарная, или разделённая по цветовым каналам).
Гистограмма изображения позволяет оценить количество и разнообразие оттенков изображения, а также общий уровень яркости изображения. Например, недоэкспонированное изображение будет иметь пик в области малых цветов и иметь спад (или полное отсутствие уровней) в области ярких цветов, переэкспонированное — наоборот. Изображение с недостаточным динамическим диапазоном будет иметь узкий всплеск яркостей. Академическое представление идеальной формы гистограммы изображения — пологая гауссиана, в которой мало совсем тёмных и совсем ярких цветов, а по мере приближения к средним цветам, их количество увеличивается. Справедливо для съёмок при достаточном заполняющем освещении (влияющем на всю сцену) и отсутствии источников света в кадре.
В общем случае гистограмма изображения не описывает художественных качеств изображения (например, съёмка силуэта в контровом свете будет на гистограмме выглядеть как недосвеченное (или пересвеченное) изображение), но в большинстве случаев позволяет ориентироваться в «направлении коррекции» изображения (если таковая коррекция требуется).

## Редактирование уровней
Многие фоторедакторы (напр. Adobe Photoshop, GIMP) и программы проявки Raw-файлов (UFRAW, PhotoOne, CaptureNX) позволяют осуществлять редактирование уровней изображения. Оно может производиться следующими методами:
- Сопоставлением пяти параметров: начального и конечного диапазона начального и итоговых изображений и показателем гамма-кривой (в Photoshop — панель Levels).
- Заданием кривой функции соответствия точек начальной и конечной гистограмм изображения (функция задаётся чаще всего с помощью точек, через которых производится аппроксимация функции, обычно сплайнами) (в Photoshop — панель Curves).
- Заданием набора предустановок, осуществляющих ту или иную коррекцию.
- В автоматическом режиме (программа пытается добиться максимума по одному из параметров, например, по максимизации площади кривой)

## Алгоритм построения
Строим массив, заполняем нулями. Обычно массив [0..255]
Цикл, для каждого пиксела:
Выделяем нужный цветовой канал или находим яркость по формуле. Пиксел -> значение
Полученное значение должно укладываться в диапазон индексов массива, например [0..255].
Увеличиваем значение элемента массив[значение] на 1.
Конец цикла.
Полученный массив и представляет собой гистограмму, элементы массива — означают высоты столбиков.
Реализация на Python:
```
# coding:utf

"""Пользователь вводит имя файла с изображением,

гистограммы которого нужно построить.

Строятся гистограммы по каждому из каналов, по яркости(Luminance), и RGB гистограмма.

Программа строит гистограммы и сохраняет в текущей папке.

Полученные гистограммы практически не отличаются от гистограмм,

полученных в коммерческих программах

Для работы программы необходим Python 2.7 с установленной PIL"""

from
 
PIL
 
import
 
Image
,
 
ImageDraw
 
# модули из PIL

def
 
lum
(
c
):
 
#цвет пиксела RGB -> значение яркости

	
#формула, которая обычно используется для определения яркости 

	
return
 
int
(
0.3
*
c
[
0
]
 
+
 
0.59
*
c
[
1
]
 
+
 
0.11
*
c
[
2
])
  

def
 
r
(
c
):
 
#цвет пиксела RGB -> значение R

	
return
 
c
[
0
]

def
 
g
(
c
):
 
#цвет пиксела RGB -> значение G

	
return
 
c
[
1
]

def
 
b
(
c
):
 
#цвет пиксела RGB -> значение B

	
return
 
c
[
2
]

def
 
drawhist
(
hname
,
 
H
,
 
harr
):

	
""" Рисуем диаграмму, сохраняем в файл в текущую папку

	hname - имя файла

	H - высота рисунка

	harr - массив с высотами столбиков в гистограмме

	"""

	
W
 
=
 
len
(
harr
)
 
#кол-во элементов массива

	
hist
 
=
 
Image
.
new
(
"RGB"
,
 
(
W
,
 
H
),
 
"white"
)
 
#создаем рисунок в памяти

	
draw
 
=
 
ImageDraw
.
Draw
(
hist
)
 
#объект для рисования на рисунке

	
maxx
 
=
 
float
(
max
(
harr
))
 
#высота самого высокого столбика

	
if
 
maxx
 
==
 
0
:
 
#столбики равны 0

		
draw
.
rectangle
(((
0
,
 
0
),
 
(
W
,
 
H
)),
 
fill
=
"black"
)

	
else
:

		
for
 
i
 
in
 
range
(
W
):

			
draw
.
line
(((
i
,
 
H
),(
i
,
 
H
-
harr
[
i
]
/
maxx
*
H
)),
 
fill
=
"black"
)
 
#рисуем столбики

	
del
 
draw
 
#удаляем объект

	
hist
.
save
(
hname
)
 
#сохраняем рисунок в файл

# список с функциями и префиксами названий файлов

fnlist
 
=
 
[(
lum
,
 
"luminosity_"
),
 
(
r
,
 
"r_channel_"
),
 
(
g
,
 
"g_channel_"
),
 
(
b
,
 
"b_channel_"
)]

fname
 
=
 
input
(
"input file name: "
)
 
#Ввод имени файла, гистограмму кот. нужно построить

im
 
=
 
Image
.
open
(
fname
)
 
#открываем файл

# получаем список вида [(n1, c1), (n2, c2), ...], где

# c - цвет пиксела в RGB

# n - количество пикселов, имеющих данный цвет

clrs
 
=
 
im
.
getcolors
(
im
.
size
[
0
]
*
im
.
size
[
1
])

# ширина, высота гистограммы.

# Ширину менять не стоит, т.к. все ф-и отображаются в [0..255]

W
,
 
H
 
=
 
256
,
 
100

for
 
fn
,
 
hname
 
in
 
fnlist
:
 
#перебираем все функции

	
harr
 
=
 
[
0
 
for
 
i
 
in
 
range
(
W
)]
 
#создаем массив [0, 0, 0, ...] длины W

	
for
 
n
,
 
c
 
in
 
clrs
:
 
#перебираем список созданный выше

		
index
 
=
 
fn
(
c
)
 
#fn - отображение цвета в яркость или выделение цветового канала

		
#индексы элементов массива показывают значения яркости и прочего. Диапазон [0..255]

		
#значения элементов массива = количество пикселов с опред. значением яркости и т.д.

		
harr
[
index
]
 
+=
 
n
 
	
drawhist
(
hname
 
+
 
"hist.png"
,
 
H
,
 
harr
)
 
#рисуем гистограмму

# Нарисовали гистограммы по яркости и каналам, теперь

# Рисуем гистограмму RGB

rharr
 
=
 
[
0
 
for
 
i
 
in
 
range
(
W
)]

gharr
 
=
 
list
(
rharr
)

bharr
 
=
 
list
(
rharr
)

for
 
n
,
 
c
 
in
 
clrs
:

	
rharr
[
r
(
c
)]
 
+=
 
n

	
gharr
[
g
(
c
)]
 
+=
 
n

	
bharr
[
b
(
c
)]
 
+=
 
n

harr
 
=
 
[(
rharr
[
i
]
 
+
 
gharr
[
i
]
 
+
 
bharr
[
i
])
/
3
 
for
 
i
 
in
 
range
(
W
)]

drawhist
(
"RGB_hist.png"
,
 
H
,
 
harr
)

```

## Использование в фототехнике
Часть фотоаппаратов позволяет просматривать гистограмму изображения для отснятых снимков (а некоторые модели с контрастной фокусировкой — и во время фокусировки).